# Mihai Pintilii
Mihai Doru Pintilii (Iași, 9 november 1984) is een Roemeens voormalig voetballer die doorgaans speelde als middenvelder. Tussen 2005 en 2020 speelde hij voor Auxerre Lugoj, Jiul Petroșani, Internațional, Pandurii Târgu Jiu, Steaua Boekarest, Al-Hilal, opnieuw Pandurii Târgu Jiu, Hapoel Tel Aviv en opnieuw Steaua Boekarest. Pintilii maakte in 2011 zijn debuut in het Roemeens voetbalelftal en kwam uiteindelijk tot vierenveertig interlands. Hij was tevens actief op het EK 2016.

## Clubcarrière
Pintilii speelde voor een aantal kleinere clubs en in 2010 kwam de controlerende middenvelder bij Pandurii Târgu Jiu terecht. Aldaar was hij een vaste basisspeler en hij verdiende naast een plek in de nationale selectie ook een transfer naar Steaua Boekarest. Met Steaua werd Pintilii twee seizoenen achter elkaar landskampioen. In de zomer van 2014 tekende hij voor drie jaar bij Al-Hilal in Saoedi-Arabië. Vervolgens werd hij door de Saoediërs in februari 2015 verhuurd aan Pandurii Târgu Jiu. Daarna verkaste hij naar Hapoel Tel Aviv. Na een halfjaar keerde hij weer terug in Roemenië, waar hij voor de tweede maal een contract tekende bij Steaua Boekarest. In juli 2018 verlengde Pintilii zijn verbintenis bij Steaua tot medio 2020. Deze diende hij helemaal uit, waarna hij besloot zijn carrière te beëindigen. Daarna werd Pintilii assistent-coach bij Steaua.

## Clubstatistieken
| Seizoen           | Club                 | Competitie        | Competitie | Competitie | Beker | Beker | Internationaal | Internationaal | Totaal | Totaal |
| Seizoen           | Club                 | Competitie        | Wed.       | Dlp.       | Wed.  | Dlp.  | Wed.           | Dlp.           | Wed.   | Dlp.   |
| ----------------- | -------------------- | ----------------- | ---------- | ---------- | ----- | ----- | -------------- | -------------- | ------ | ------ |
| 2009/10           | Internațional        | Liga 1            | 15         | 0          | 0     | 0     | —              | —              | 15     | 0      |
| 2010/11           | Pandurii Târgu Jiu   | Liga 1            | 29         | 3          | 0     | 0     | —              | —              | 29     | 3      |
| 2011/12           | Pandurii Târgu Jiu   | Liga 1            | 30         | 4          | 1     | 0     | —              | —              | 31     | 4      |
| 2012/13           | Steaua Boekarest     | Liga 1            | 30         | 5          | 0     | 0     | 13             | 0              | 43     | 5      |
| 2013/14           | Steaua Boekarest     | Liga 1            | 23         | 0          | 6     | 1     | 9              | 1              | 38     | 2      |
| 2014/15           | Al-Hilal             | Pro League        | 12         | 0          | 2     | 0     | 6              | 0              | 20     | 0      |
| 2014/15           | → Pandurii Târgu Jiu | Liga 1            | 10         | 1          | 2     | 0     | —              | —              | 12     | 1      |
| 2015/16           | Hapoel Tel Aviv      | Ligat Ha'Al       | 14         | 0          | 2     | 0     | —              | —              | 16     | 0      |
| 2015/16           | Steaua Boekarest     | Liga 1            | 11         | 0          | 1     | 0     | —              | —              | 12     | 0      |
| 2016/17           | Steaua Boekarest     | Liga 1            | 21         | 3          | 3     | 0     | 4              | 0              | 28     | 3      |
| 2017/18           | Steaua Boekarest     | Liga 1            | 26         | 1          | 0     | 0     | 7              | 0              | 33     | 1      |
| 2018/19           | Steaua Boekarest     | Liga 1            | 9          | 0          | 0     | 0     | 6              | 0              | 15     | 0      |
| 2019/20           | Steaua Boekarest     | Liga 1            | 5          | 0          | 0     | 0     | 2              | 0              | 7      | 0      |
| Totaal vanaf 2009 | Totaal vanaf 2009    | Totaal vanaf 2009 | 235        | 17         | 17    | 1     | 47             | 1              | 299    | 19     |

## Interlandcarrière
Zijn debuut in het Roemeens voetbalelftal maakte Pintilii op 10 augustus 2011, toen er met 0–1 gewonnen werd van San Marino. De middenvelder mocht in de tweede helft invallen voor Gabriel Mureşan. De andere debutanten dit duel waren Vlad Chiricheș (eveneens Pandurii Târgu Jiu), Alexandru Chipciu (FC Braşov), Costin Curelea (Sportul Studenţesc), Sorin Strătilă (Astra Giurgiu), Srgian Luchin (Politehnica Timişoara) en Viorel Nicoară (CFR Cluj). Zijn eerste interlandtreffer maakte hij op 6 september 2013, tijdens een met 3–0 gewonnen wedstrijd tegen Hongarije. De andere twee doelpunten werden gemaakt voor Ciprian Marica en Cristian Tănase. Pintilii speelde op het EK 2016 mee in twee van de drie groepswedstrijden; verder dan één gelijkspel kwam Roemenië niet, waardoor het in de groepsfase werd uitgeschakeld. Op 7 september 2018 zwaaide Pintilii af als international in een UEFA Nations Leaguewedstrijd tegen Montenegro.
| Interlands van Mihai Pintilii voor Roemenië | Interlands van Mihai Pintilii voor Roemenië | Interlands van Mihai Pintilii voor Roemenië | Interlands van Mihai Pintilii voor Roemenië | Interlands van Mihai Pintilii voor Roemenië | Interlands van Mihai Pintilii voor Roemenië |
| №                                           | Datum                                       | Wedstrijd                                   | Uitslag                                     | Competitie                                  | Goals                                       |
| Als speler bij Pandurii Târgu Jiu           | Als speler bij Pandurii Târgu Jiu           | Als speler bij Pandurii Târgu Jiu           | Als speler bij Pandurii Târgu Jiu           | Als speler bij Pandurii Târgu Jiu           | Als speler bij Pandurii Târgu Jiu           |
| ------------------------------------------- | ------------------------------------------- | ------------------------------------------- | ------------------------------------------- | ------------------------------------------- | ------------------------------------------- |
| 1                                           | 10 augustus 2011                            | San Marino – Roemenië                       | 0 – 1                                       | Vriendschappelijk                           |                                             |
| 2                                           | 11 november 2011                            | België – Roemenië                           | 2 – 1                                       | Vriendschappelijk                           |                                             |
| 3                                           | 15 november 2011                            | Griekenland – Roemenië                      | 1 – 3                                       | Vriendschappelijk                           |                                             |
| 4                                           | 27 januari 2012                             | Turkmenistan – Roemenië                     | 0 – 4                                       | Vriendschappelijk                           |                                             |
| 5                                           | 29 februari 2012                            | Roemenië – Uruguay                          | 1 – 1                                       | Vriendschappelijk                           |                                             |
| Als speler bij Steaua Boekarest             |                                             |                                             |                                             |                                             |                                             |
| 6                                           | 7 september 2012                            | Estland – Roemenië                          | 0 – 2                                       | WK 2014 kwalificatie                        |                                             |
| 7                                           | 12 oktober 2012                             | Turkije – Roemenië                          | 0 – 1                                       | WK 2014 kwalificatie                        |                                             |
| 8                                           | 16 oktober 2012                             | Roemenië – Nederland                        | 1 – 4                                       | WK 2014 kwalificatie                        |                                             |
| 9                                           | 14 november 2012                            | Roemenië – België                           | 2 – 1                                       | Vriendschappelijk                           |                                             |
| 10                                          | 6 februari 2013                             | Australië – Roemenië                        | 2 – 3                                       | Vriendschappelijk                           |                                             |
| 11                                          | 22 maart 2013                               | Hongarije – Roemenië                        | 2 – 2                                       | WK 2014 kwalificatie                        |                                             |
| 12                                          | 26 maart 2013                               | Nederland – Roemenië                        | 4 – 0                                       | WK 2014 kwalificatie                        |                                             |
| 13                                          | 14 augustus 2013                            | Roemenië – Slowakije                        | 1 – 1                                       | Vriendschappelijk                           |                                             |
| 14                                          | 6 september 2013                            | Roemenië – Hongarije                        | 3 – 0                                       | WK 2014 kwalificatie                        | 31'                                         |
| 15                                          | 10 september 2013                           | Roemenië – Turkije                          | 0 – 2                                       | WK 2014 kwalificatie                        |                                             |
| 16                                          | 5 maart 2014                                | Roemenië – Argentinië                       | 0 – 0                                       | Vriendschappelijk                           |                                             |
| 17                                          | 31 mei 2014                                 | Albanië – Roemenië                          | 0 – 1                                       | Vriendschappelijk                           |                                             |
| Als speler bij Al-Hilal                     |                                             |                                             |                                             |                                             |                                             |
| 18                                          | 7 september 2014                            | Griekenland – Roemenië                      | 0 – 1                                       | EK 2016 kwalificatie                        |                                             |
| 19                                          | 11 oktober 2014                             | Roemenië – Hongarije                        | 1 – 1                                       | EK 2016 kwalificatie                        |                                             |
| 20                                          | 14 oktober 2014                             | Finland – Roemenië                          | 0 – 2                                       | EK 2016 kwalificatie                        |                                             |
| 21                                          | 14 november 2014                            | Roemenië – Noord-Ierland                    | 2 – 0                                       | EK 2016 kwalificatie                        |                                             |
| 22                                          | 18 november 2014                            | Roemenië – Denemarken                       | 2 – 0                                       | Vriendschappelijk                           |                                             |
| Als speler bij Pandurii Târgu Jiu           |                                             |                                             |                                             |                                             |                                             |
| 23                                          | 29 maart 2015                               | Roemenië – Faeröer                          | 1 – 0                                       | EK 2016 kwalificatie                        |                                             |
| 24                                          | 13 juni 2015                                | Noord-Ierland – Roemenië                    | 0 – 0                                       | EK 2016 kwalificatie                        |                                             |
| Als speler bij Hapoel Tel Aviv              |                                             |                                             |                                             |                                             |                                             |
| 25                                          | 7 september 2015                            | Roemenië – Griekenland                      | 0 – 0                                       | EK 2016 kwalificatie                        |                                             |
| 26                                          | 11 oktober 2015                             | Faeröer – Roemenië                          | 0 – 3                                       | EK 2016 kwalificatie                        |                                             |
| 27                                          | 17 november 2015                            | Italië – Roemenië                           | 2 – 2                                       | Vriendschappelijk                           |                                             |
| Als speler bij Steaua Boekarest             |                                             |                                             |                                             |                                             |                                             |
| 28                                          | 23 maart 2016                               | Roemenië – Litouwen                         | 1 – 0                                       | Vriendschappelijk                           |                                             |
| 29                                          | 27 maart 2016                               | Roemenië – Spanje                           | 0 – 0                                       | Vriendschappelijk                           |                                             |
| 30                                          | 25 mei 2016                                 | Congo-Kinshasa – Roemenië                   | 1 – 1                                       | Vriendschappelijk                           |                                             |
| 31                                          | 29 mei 2016                                 | Roemenië – Oekraïne                         | 3 – 4                                       | Vriendschappelijk                           |                                             |
| 32                                          | 3 juni 2016                                 | Roemenië – Georgië                          | 5 – 1                                       | Vriendschappelijk                           |                                             |
| 33                                          | 10 juni 2016                                | Frankrijk – Roemenië                        | 2 – 1                                       | EK 2016                                     |                                             |
| 34                                          | 15 juni 2016                                | Roemenië – Zwitserland                      | 1 – 1                                       | EK 2016                                     |                                             |
| 35                                          | 26 maart 2017                               | Roemenië – Denemarken                       | 0 – 0                                       | WK 2018 kwalificatie                        |                                             |
| 36                                          | 10 juni 2017                                | Polen – Roemenië                            | 3 – 1                                       | WK 2018 kwalificatie                        |                                             |
| 37                                          | 13 juni 2017                                | Roemenië – Chili                            | 3 – 2                                       | Vriendschappelijk                           |                                             |
| 38                                          | 1 september 2017                            | Roemenië – Armenië                          | 1 – 0                                       | WK 2018 kwalificatie                        |                                             |
| 39                                          | 5 oktober 2017                              | Roemenië – Kazachstan                       | 3 – 1                                       | WK 2018 kwalificatie                        |                                             |
| 40                                          | 9 november 2017                             | Roemenië – Turkije                          | 2 – 0                                       | Vriendschappelijk                           |                                             |
| 41                                          | 14 november 2017                            | Roemenië – Nederland                        | 0 – 3                                       | Vriendschappelijk                           |                                             |
| 42                                          | 24 maart 2018                               | Israël – Roemenië                           | 1 – 2                                       | Vriendschappelijk                           |                                             |
| 43                                          | 27 maart 2018                               | Roemenië – Zweden                           | 1 – 0                                       | Vriendschappelijk                           |                                             |
| 44                                          | 7 september 2018                            | Roemenië – Montenegro                       | 0 – 0                                       | UEFA Nations League                         |                                             |

## Erelijst
| Liga 1             | 2 | 2012/13, 2013/14 |
| Supercupa României | 1 | 2013             |
| Cupa Ligii         | 1 | 2016             |